# 4072 Yayoi
A 4072 Yayoi (ideiglenes jelöléssel 1981 UJ4) a Naprendszer kisbolygóövében található aszteroida. Hiroki Kosai,  Kiichiro Hurukawa fedezte fel 1981. október 30-án.